# Коњух (Липљан)
Коњух (алб. Konjuh) је насеље у општини Липљан, Косово и Метохија, Република Србија.

## Становништво
| Демографија | Демографија | Демографија |
| Година      | Становника  | Становника  |
| ----------- | ----------- | ----------- |
| 1948.       | 318         |             |
| 1953.       | 351         |             |
| 1961.       | 427         |             |
| 1971.       | 508         |             |
| 1981.       | 654         |             |
| 1991.       | 785         |             |